# Новоалексеевка (станция)
Новоалексе́евка (укр. Новоолексіївка) — узловая грузовая и пассажирская станция Приднепровской железной дороги, расположенная на территории пгт Новоалексеевка. От станции отходит однопутная электрифицированная ветка на Геническ.

## Деятельность
На станции осуществляются:
- продажа пассажирских билетов;
- приём и выдача багажа;
- приём и выдача грузов повагонными и мелкими отправками (имеются подъездные пути, крытые склады и открытые площадки).

Имеется железнодорожный вокзал. С 28 декабря 2014 года является конечной для всех поездов дальнего следования, следовавших ранее в Крым (до Симферополя, Севастополя, Феодосии, Евпатории и Керчи), пригородные же следуют чуть дальше — до приграничной станции Сиваш.

## Фотогалерея

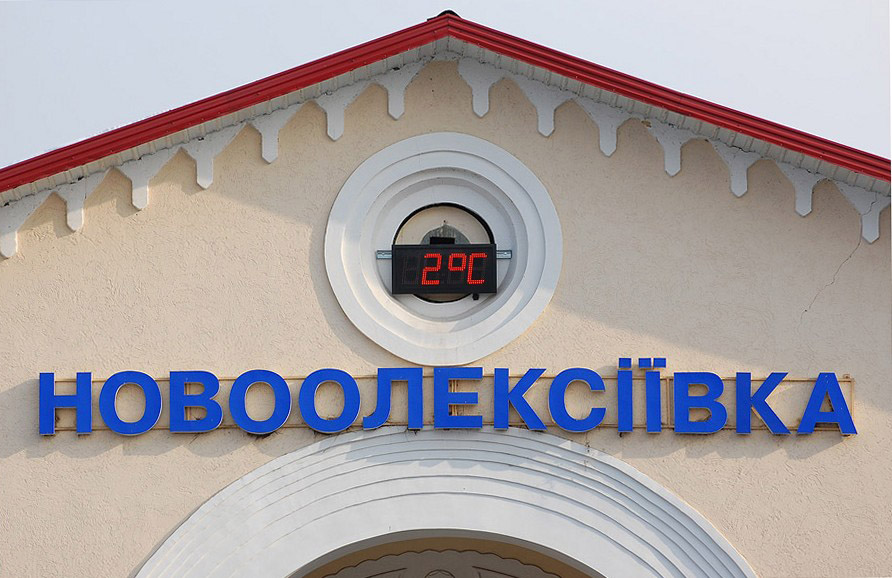
Фрагмент фасада
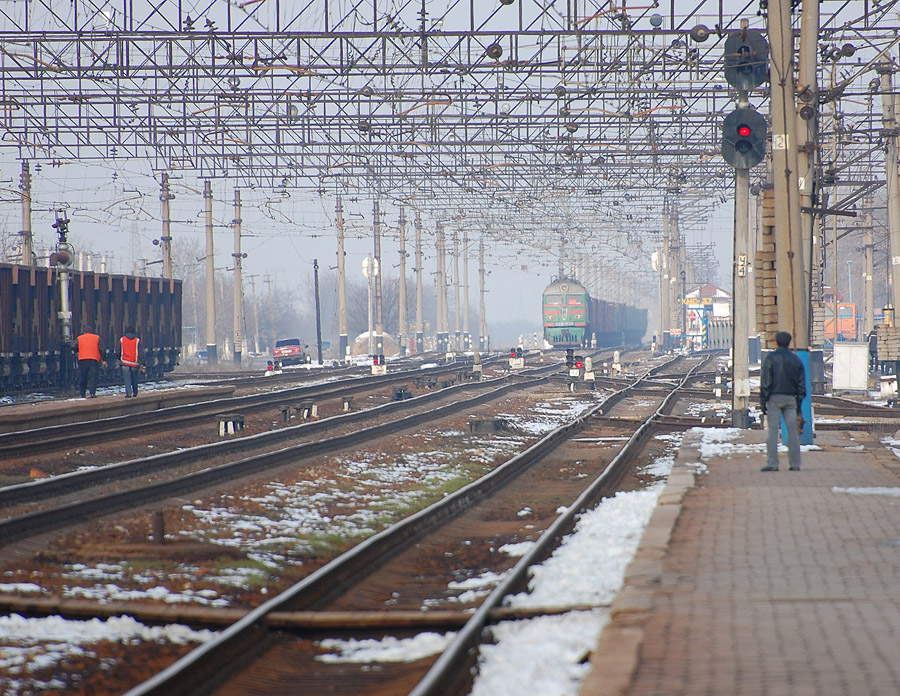
Платформа (в сторону Запорожья)
Производственное здание станции
Мемориальная доска на здании вокзала